# Safia Farkash
Safia Farkash, ou Safia Farkash al-Baraasi (en arabe : صفية فركاش), est une citoyenne libyenne, seconde épouse du dirigeant de la Jamahiriya arabe libyenne Mouammar Kadhafi et la mère de sept des enfants de ce dernier.
Beaucoup moins médiatisée que d’autres Premières dames de pays nord-africains dirigés par des dictateurs (comme l’étaient, par exemple, Leïla Ben Ali et Suzanne Moubarak), elle est tout de même reconnue pour sa fortune et son influence considérables.

## Vie et mariage
Née à El Beïda dans l’Est de la Libye, Safia Farkash est issue de la tribu al-Baraâssa,.  Infirmière de métier, elle rencontre Kadhafi pour la première fois alors que celui-ci est traité pour une appendicectomie à l’hôpital où elle travaille en 1971,. Ils se marient la même année et conçoivent par la suite sept enfants, six garçons et une fille.  Mouammar et Safia adoptent également deux enfants, Milad et Hana, mais cette dernière est tuée lors des bombardements de la résidence du dirigeant libyen en 1986, alors qu’elle n’est âgée que de deux ans.
Durant les premières années de leur mariage, Farkash se fait discrète et apparaît rarement dans les médias. Cependant, durant les dernières années, elle a commencé à s’engager dans des activités sociales, comme lorsqu’elle s’est présentée à la graduation de la police féminine en 2010.
Selon WikiLeaks, Farkash passe généralement inaperçue, au contraire de son mari flamboyant.
À la suite de la chute du régime de Khadafi, des rumeurs prétendent que Safia Farkash serait en fait née Sofia Farkas ou Farkash, croate de Bosnie-Herzegovine originaire de Mostar.
En août 2011, elle se réfugie en Algérie avec sa fille et deux de ses fils. En octobre, elle réclame une enquête de l'ONU pour éclaircir les circonstances de la mort de son époux après que ce dernier a été tué par des partisans du CNT. Elle réclame également les corps de son époux et de ses fils : cette demande devrait être satisfaite ultérieurement « lorsque la situation le permettra », d'après les déclarations du CNT.

## Famille
Safia Farkash a eu 7 enfants avec Mouammar Kadhafi :
- Saïf al-Islam (1972). Architecte-urbaniste de profession, il est docteur en philosophie de la London School of Economics et tient dans les années 2000 un rôle d'émissaire du régime de son père[3]. En 2011, il est accusé devant la Cour pénale internationale ;

- Saadi (1973), homme d'affaires et militaire. Ancien footballeur professionnel, il a occupé les postes de milieu offensif ou attaquant[3].

- Moatassem (1975-2011). Colonel de l’armée, il est promu président du Conseil de sécurité nationale en 2007, s'exile un temps en Égypte après avoir tenté un coup d’État contre son père[3]. Il meurt le même jour que son père.

- Hannibal (1976). Il est médecin et militaire de formation et dirige la compagnie libyenne de transport maritime[3].

- Aïcha (1976). Seule fille du couple, elle est avocate de profession et est profondément anti-américaine. Diplômée de l’université Paris-VII, elle défend Saddam Hussein en 2004. Elle dirige également la fondation caritative Waatassimou et est ambassadrice de bonne volonté du Programme des Nations unies pour le développement (PNUD) pour parler de la violence contre les femmes et du sida en Libye[3].

- Saïf al-Arab (1982-2011). Peu de choses sont connues sur cet officier de l’armée libyenne. Il étudie en Allemagne, et meurt le 30 avril 2011 par des bombardements de l’OTAN, ainsi que trois petits-enfants de Mouammar Khadafi : Mastoura (âgée de 4 mois), Seïf et Carthage (tous deux âgés de 2 ans)[3],[6].

- Khamis (1983) décédé en 2011 selon certaines sources. Après avoir suivi un entraînement militaire en Russie, Khamis prend la tête d’une unité des forces spéciales qui porte son nom[3].

Le couple a eu également deux enfants adoptifs, dont Hanna Kadhafi, présumée tuée à l’âge de deux ans lors d’un raid américain nommé opération El Dorado Canyon contre Tripoli et Benghazi, sur la caserne de Bab al-Azizya, où vivent le couple et ses enfants, en représailles à l’attentat dans une boîte de nuit de Berlin, fréquentée par des militaires américains, qui a coûté la vie à une personne de nationalité turque, et Milad Abouztaïa Kadhafi. Ce dernier aurait sauvé la vie du colonel Kadhafi en 1986 lors du bombardement ayant causé la mort à Hanna.

## Activités professionnelles
Farkash n’est peut-être pas beaucoup impliquée sur le plan politique, mais la compagnie aérienne Buraq Air,[réf. nécessaire] localisée à l’aéroport international de Mittiga à Tripoli lui appartient. Elle opère la compagnie avec l’approbation de son mari, même si elle apparaît comme concurrente du transporteur libyen national et détient le monopole sur le transfert des pèlerins libyens. 
En 2008, Farkash est élue vice-présidente de l’Organisation des Premières Dames de l’Afrique (African First Ladies Organization) durant une rencontre des dirigeants de l’Union africaine dans la région égyptienne de la mer Rouge Sharm al-Sheikh, bien qu’elle n’était pas présente à la rencontre et qu’elle n’ait jamais pris part à des activités y étant reliées.

## Fortune
Les rapports sur la fortune de Farkash sont variés, mais selon les rapports les plus connus, la Première dame libyenne détiendrait près de 20 tonnes d’or.
Durant l’attentat de Lockerbie, la Coalition internationale contre les criminels de guerre (ICAWC en anglais), située en France, a révélé en 1992 que Muammar Khadhafi serait à la tête d'un patrimoine de 80 milliards de dollars américains, et que celui de sa femme était estimé à 30 milliards,.

## Fuite
Lors de la guerre civile qui couta la chute du régime, elle prend la fuite en Algérie le 29 août 2011, en compagnie de deux de ses fils Mohamed et Hannibal, ainsi que de sa fille Aïcha, tous étant accompagnés de leurs enfants.
Après avoir gagné Oman, elle s'installe en Égypte.